# Solothurn S-18/1100
Il Solothurn S-18/1100 era un fucile anticarro/mitragliera svizzero da 20 mm, usato durante la seconda guerra mondiale. Era una variante del fucile anticarro semiautomatico Solothurn S-18/1000, modificata per il tiro automatico.

## Storia
La serie S-18 derivava dal fucile anticarro Solothurn S-18/100, sviluppato nei primi anni trenta dalla Solothurn, azienda svizzera di proprietà della tedesca Rheinmetall-Borsig, la quale vi produceva le armi che, a causa delle limitazioni imposte dal Trattato di Versailles, non potevano essere realizzate e possedute dalla Germania. La versione migliorata di quest'ultimo, la S-18/1000, venne ulteriormente modificata con l'introduzione di un selettore di tiro che permetteva di sia il tiro semiautomatico (come sui predecessori) che il tiro completamente automatico. La nuova arma S-18/1100 poteva ingaggiare sia i carri armati con il tiro semiautomatico, sia gli aeromobili a raffica libera, tanto da venire soprannominata Universalwaffe, arma universale. Tuttavia, data la potenza della munizione, il rinculo era tale da rendere l'arma poco controllabile.

### Periodici
- Ivo Jacini, I fucili anticarro, in Storia & Battaglie, n. 158, Vicchio, Luca Poggiali Editore, dicembre 2016,  pp. 23-34.